# ستيف ديانغلو
ستيف ديانغلو (بالإنجليزية: Stephen DeAngelo)‏ هو شخصية أعمال أمريكي، ولد في 12 يونيو 1958 في فيلادلفيا في الولايات المتحدة.